# SIMAGE
SIMAGE, l'acronimo di Sistema Integrato per il Monitoraggio Ambientale e la Gestione delle Emergenze, è un sistema di monitoraggio della qualità dell'aria nell'area industriale di Porto Marghera nato nel 1998.
Si tratta di una sala operativa gestita da personale tecnico con competenze di rischio industriale, realizzata da ARPAV e finanziata completamente dalla Regione Veneto.

## Tecnologie sfruttate
Tramite una rete di monitoraggio composta da analizzatori gascromatografici, sistemi DOAS (Differential Optical Absorption Spectroscopy) e sensori fotoelettrici PAS, risulta possibile rilevare tempestivamente la presenza di eventuali sostanze tossiche emesse in atmosfera in seguito ad un eventuale incidente di origine industriale.

## Funzionamento in situazione di emergenza
La sala, una volta ricevuto il segnale di allarme dalla rete di monitoraggio, gestisce immediatamente l'evento e mediante apposita banca dati e software di modellazione, è in grado di creare una prima simulazione dello scenario incidentale, comunicando i risultati ottenuti alle autorità atte a garantire la salvaguardia della popolazione. La sala operativa garantisce inoltre la sorveglianza post-incidentale, attraverso l'attivazione da remoto, di strumentazione idonea al campionamento di inquinanti, tra cui PM2,5, PM10 e altri microinquinanti organici.
Sempre da remoto vengono gestite, sulla base delle indicazioni fornite dall'autorità competente, le comunicazioni alla popolazione, mediante pannelli a messaggio variabile situati nei punti di maggior afflusso verso l'area industriale.